# Copa Libertadores 2013
De Copa Libertadores de América 2013 ("Bevrijders van Amerika beker") was de 54ste editie van de Copa Libertadores, een jaarlijks voetbaltoernooi voor clubs uit Latijns-Amerika, georganiseerd door CONMEBOL. Sinds 2008 is de officiële naam van het toernooi de Copa Santander Libertadores.
Corinthians was de titelverdediger. Het toernooi werd gewonnen door Atlético Mineiro die in de finale Olimpia versloeg

## Kalender
Alle data zijn op een woensdag, maar er kunnen ook wedstrijden worden gespeeld een dag ervoor (Dinsdagen) en een dag erna (Donderdagen).
| Fase         | 1e wedstrijd                                      | 2e wedstrijd                                      |
| ------------ | ------------------------------------------------- | ------------------------------------------------- |
| Voorronde    | 23 januari                                        | 30 januari                                        |
| Groepsfase   | 13, 20, 27 februari 6 & 13 maart 3,10 en 17 april | 13, 20, 27 februari 6 & 13 maart 3,10 en 17 april |
| Laatste 16   | 24 april 1 mei                                    | 8 mei                                             |
| Kwartfinale  | 22 mei                                            | 29 mei                                            |
| Halve finale | 3 juli                                            | 10 juli                                           |
| Finale       | 17 juli                                           | 24 juli                                           |

## Loting
De loting voor het toernooi vond plaats op 20 december 2012

## Voorronde
In de eerste ronde speelden twaalf teams een thuis- en uitwedstrijd voor zes plaatsen in de tweede fase. De heenwedstrijden werden op 22 januari gespeeld, de terugwedstrijden op 29 januari 2013.
| Teams                                    | Teams  | Teams                                    | Scores       | Scores       | Tie-breakers | Tie-breakers  | Tie-breakers  |
| Team 1 (speelt thuis in de 2e wedstrijd) | Punten | Team 2 (speelt thuis in de 1e wedstrijd) | 1e wedstrijd | 2e wedstrijd | Doelsaldo    | Uitdoelpunten | Strafschoppen |
| ---------------------------------------- | ------ | ---------------------------------------- | ------------ | ------------ | ------------ | ------------- | ------------- |
| Deportivo Anzoátegui                     | 0-6    | Tigre                                    | 1-2          | 0-3          | —            | —             | —             |
| Grêmio                                   | 3-3    | LDU Quito                                | 0-1          | 1-0          | 0-0          | 0-0           | 5–4           |
| Club Deportivo Universidad César Vallejo | 1-4    | Deportes Tolima                          | 0-1          | 1-1          | —            | —             | —             |
| Olimpia                                  | 4-1    | Defensor Sporting                        | 0-0          | 2-0          | —            | —             | —             |
| Bolívar                                  | 3-3    | São Paulo                                | 0-5          | 4-3          | −4:+4        | —             | —             |
| Club Deportes Iquique                    | 2-2    | León                                     | 1-1          | 1-1          | 0-0          | 1-1           | 4–2           |

## Tweede ronde
In de tweede fase speelden de zes winnaars van de eerste ronde plus 26 direct geplaatste clubs in acht groepen van vier clubs een minicompetitie. De groepswinnaars en de zes beste nummers twee kwalificeerden zich voor de achtste finale. De wedstrijden werden tussen 13 februari en 17 april gespeeld.

### Groep 1
| Club                | AW | G | G | V | DP   | Punten |
| ------------------- | -- | - | - | - | ---- | ------ |
| Nacional            | 6  | 4 | 1 | 2 | 10-6 | 10     |
| Boca Juniors        | 6  | 3 | 0 | 3 | 7-7  | 9      |
| Deportivo Toluca FC | 6  | 2 | 2 | 3 | 8-11 | 8      |
| Barcelona           | 6  | 1 | 3 | 2 | 5-6  | 6      |

### Groep 2
| Club             | AW | G | G | V | DP   | Punten |
| ---------------- | -- | - | - | - | ---- | ------ |
| Palmeiras        | 6  | 3 | 0 | 3 | 5-5  | 9      |
| Tigre            | 6  | 3 | 0 | 3 | 8-10 | 9      |
| Libertad         | 6  | 2 | 2 | 2 | 10-9 | 8      |
| Sporting Cristal | 6  | 2 | 2 | 2 | 8-8  | 8      |

### Groep 3
| Club             | AW | G | G | V | DP    | Punten |
| ---------------- | -- | - | - | - | ----- | ------ |
| Atlético Mineiro | 6  | 5 | 0 | 1 | 16-9  | 15     |
| São Paulo        | 6  | 2 | 1 | 4 | 8-8   | 7      |
| Arsenal          | 6  | 2 | 1 | 3 | 10-15 | 7      |
| The Strongest\|  | 6  | 2 | 0 | 4 | 8-10  | 6      |

### Groep 4
| Club                  | AW | G | G | V | DP   | Punten |
| --------------------- | -- | - | - | - | ---- | ------ |
| Vélez Sársfield       | 6  | 4 | 1 | 1 | 10-3 | 13     |
| Emelec                | 6  | 3 | 1 | 2 | 5-4  | 10     |
| Peñarol               | 6  | 3 | 0 | 3 | 7-7  | 9      |
| Club Deportes Iquique | 6  | 1 | 0 | 5 | 5-13 | 3      |

### Groep 5
| Club        | AW | G | G | V | DP   | Punten |
| ----------- | -- | - | - | - | ---- | ------ |
| Corinthians | 6  | 4 | 1 | 1 | 10-2 | 13     |
| Tijuana     | 6  | 4 | 1 | 1 | 8-4  | 13     |
| San José    | 6  | 1 | 2 | 3 | 5-11 | 5      |
| Millonarios | 6  | 1 | 0 | 5 | 2-8  | 3      |

### Groep 6
| Club            | AW | G | G | V | DP   | Punten |
| --------------- | -- | - | - | - | ---- | ------ |
| Santa Fe        | 6  | 4 | 2 | 0 | 9-4  | 14     |
| Real Garcilaso  | 6  | 3 | 1 | 2 | 8-7  | 10     |
| Deportes Tolima | 6  | 3 | 2 | 2 | 7-5  | 8      |
| Cerro Porteño   | 6  | 0 | 1 | 5 | 3-11 | 1      |

### Groep 7
| Club                 | AW | G | G | V | DP    | Punten |
| -------------------- | -- | - | - | - | ----- | ------ |
| Olimpia              | 6  | 4 | 1 | 1 | 16-7  | 13     |
| Newell's Old Boys    | 6  | 3 | 0 | 3 | 11-10 | 9      |
| Universidad de Chile | 6  | 3 | 0 | 3 | 7-9   | 9      |
| Guaros de Lara FC    | 6  | 1 | 1 | 4 | 8-16  | 4      |

### Groep 8
| Club                      | AW | G | G | V | DP   | Punten |
| ------------------------- | -- | - | - | - | ---- | ------ |
| Fluminense                | 6  | 3 | 2 | 1 | 5-5  | 11     |
| Grêmio                    | 6  | 2 | 2 | 2 | 10-6 | 8      |
| Club Deportivo Huachipato | 6  | 2 | 2 | 2 | 10-8 | 8      |
| Caracas                   | 6  | 2 | 0 | 4 | 6-12 | 6      |

## Knock-outfase

### Laatste 16
- heenduels:24 april, 25 april , 30 april , 1 mei en 2 mei 2013
- return :7 mei , 8 mei , 9 mei , 14 mei , 15 mei en 16 mei 2013

| Teams                                    | Teams  | Teams                                    | Scores       | Scores       | Tie-breakers | Tie-breakers  | Tie-breakers  |
| Team 1 (speelt thuis in de 2e wedstrijd) | Punten | Team 2 (speelt thuis in de 1e wedstrijd) | 1e wedstrijd | 2e wedstrijd | Doelsaldo    | Uitdoelpunten | Strafschoppen |
| ---------------------------------------- | ------ | ---------------------------------------- | ------------ | ------------ | ------------ | ------------- | ------------- |
| Atlético Mineiro                         | 6-0    | São Paulo                                | 2-1          | 4-1          | —            | —             | —             |
| Santa Fe                                 | 3-3    | Grêmio                                   | 1-2          | 1-0          | 0:0          | 1:0           | —             |
| Olimpia                                  | 3-3    | Tigre                                    | 1-2          | 2-0          | +1:−1        | —             | —             |
| Corinthians                              | 1-4    | Boca Juniors                             | 0-1          | 1-1          | —            | —             | —             |
| Vélez Sársfield                          | 3-3    | Newell's Old Boys                        | 1-0          | 1-2          | 0:0          | 1-2           | —             |
| Fluminense                               | 3-3    | Emelec                                   | 1-2          | 2-0          | +1:−1        | —             | —             |
| Nacional                                 | 3-3    | Real Garcilaso                           | 0-1          | 1-0          | 0:0          | 0:0           | 1-4           |
| Palmeiras                                | 1-4    | Tijuana                                  | 0-0          | 1-2          | —            | —             | —             |

### Kwartfinale
- heenduels:22 & 23 mei 2013
- return :28 , 29 en 30 mei 2013

| Teams                                    | Teams  | Teams                                    | Scores       | Scores       | Tie-breakers | Tie-breakers  | Tie-breakers  |
| Team 1 (speelt thuis in de 2e wedstrijd) | Punten | Team 2 (speelt thuis in de 1e wedstrijd) | 1e wedstrijd | 2e wedstrijd | Doelsaldo    | Uitdoelpunten | Strafschoppen |
| ---------------------------------------- | ------ | ---------------------------------------- | ------------ | ------------ | ------------ | ------------- | ------------- |
| Atlético Mineiro                         | 2-2    | Tijuana                                  | 2-2          | 1-1          | 0:0          | 2:1           | —             |
| Santa Fe                                 | 6-0    | Real Garcilaso                           | 3-1          | 2-0          | —            | —             | —             |
| Olimpia                                  | 4-1    | Fluminense                               | 0-0          | 2-1          | —            | —             | —             |
| Newell's Old Boys                        | 2-2    | Boca Juniors                             | 0-0          | 0-0          | 0:0          | 0:0           | 10–9          |

### Halve finales
- heenduels:3 juli 2013
- return :10 juli 2013

| Teams                                    | Teams  | Teams                                    | Scores       | Scores       | Tie-breakers | Tie-breakers  | Tie-breakers  |  |
| Team 1 (speelt thuis in de 2e wedstrijd) | Punten | Team 2 (speelt thuis in de 1e wedstrijd) | 1e wedstrijd | 2e wedstrijd | Doelsaldo    | Uitdoelpunten | Strafschoppen |  |
| ---------------------------------------- | ------ | ---------------------------------------- | ------------ | ------------ | ------------ | ------------- | ------------- |  |
| Atlético Mineiro                         | 3-3    | Newell's Old Boys                        | 0-2          | 2-0          | 0-0          | 0-0           | 3-2           |  |
| Santa Fe                                 | 3-3    | Olimpia                                  | 0-2          | 1-0          | −1:+1        | —             | —             |  |

### Finale
|                          |                            |         |                  |                                                                      |
| 17 juli 2013 20:50 UTC−4 | Olimpia                    | 2 – 0   | Atlético Mineiro | Estadio Defensores del Chaco, Asunción Scheidsrechter: Néstor Pitana |
| 17 juli 2013 20:50 UTC−4 | A. Silva 23' Pittoni 90+4' | Verslag |                  | Estadio Defensores del Chaco, Asunción Scheidsrechter: Néstor Pitana |

|                          |                                        |         |                                        |                                                                |
| 24 juli 2013 21:50 UTC−3 | Atlético Mineiro                       | 2 – 0   | Olimpia                                | Estádio Mineirão, Belo Horizonte Scheidsrechter: Wilmar Roldán |
| 24 juli 2013 21:50 UTC−3 | Jô 47' Leonardo Silva 87'              | Verslag |                                        | Estádio Mineirão, Belo Horizonte Scheidsrechter: Wilmar Roldán |
| 24 juli 2013 21:50 UTC−3 | Strafschoppen                          |         |                                        | Estádio Mineirão, Belo Horizonte Scheidsrechter: Wilmar Roldán |
| 24 juli 2013 21:50 UTC−3 | Alecsandro Guilherme Jô Leonardo Silva | 4–3     | Miranda Ferreyra Candia Aranda Giménez | Estádio Mineirão, Belo Horizonte Scheidsrechter: Wilmar Roldán |

## Statistieken

### Scheidsrechters
| Naam              | Geboren    | Land   | Duels | Kreeg geel | Kreeg voor de tweede keer geel en dus rood | Weggestuurd |
| ----------------- | ---------- | ------ | ----- | ---------- | ------------------------------------------ | ----------- |
| Wilmar Roldán     | 24.01.1980 | COL    | 9     | 60         | 1                                          | 2           |
| Roberto Silvera   | 30.01.1971 | URU    | 9     | 52         | 2                                          | 3           |
| Martín Vázquez    | 14.01.1969 | URU    | 7     | 27         | 0                                          | 2           |
| Carlos Amarilla   | 26.10.1970 | PAR    | 6     | 34         | 1                                          | 0           |
| Heber Lopes       | 13.07.1972 | BRA    | 6     | 16         | 0                                          | 2           |
| Omar Ponce        | 25.01.1977 | ECU    | 6     | 16         | 0                                          | 1           |
| Antonio Arias     | 07.09.1972 | PAR    | 5     | 22         | 3                                          | 2           |
| José Buitrago     | 05.11.1970 | COL    | 5     | 21         | 0                                          | 1           |
| Víctor Carrillo   | 30.10.1975 | PER    | 5     | 21         | 2                                          | 1           |
| Enrique Osses     | 26.05.1974 | CHI    | 5     | 31         | 2                                          | 1           |
| Néstor Pitana     | 17.06.1975 | ARG    | 5     | 23         | 2                                          | 0           |
| Leandro Vuaden    | 29.06.1975 | BRA    | 5     | 25         | 0                                          | 0           |
| Diego Abal        | 28.12.1971 | ARG    | 4     | 11         | 1                                          | 0           |
| Enrique Cáceres   | 20.03.1974 | PAR    | 4     | 15         | 0                                          | 0           |
| Sandro Ricci      | 28.09.1970 | BRA    | 4     | 19         | 1                                          | 0           |
| Juan Soto         | 14.10.1977 | VEN    | 4     | 26         | 2                                          | 2           |
| Carlos Vera       | 25.06.1976 | ECU    | 4     | 16         | 1                                          | 0           |
| Marcelo de Lima   | 26.08.1971 | BRA    | 3     | 11         | 0                                          | 0           |
| Paulo de Oliveira | 16.12.1973 | BRA    | 3     | 15         | 2                                          | 1           |
| Daniel Fedorczuk  | 02.05.1976 | URU    | 3     | 17         | 1                                          | 0           |
| Saul Laverni      | 21.01.1970 | ARG    | 3     | 8          | 0                                          | 1           |
| Patricio Loustau  | 15.04.1975 | ARG    | 3     | 12         | 1                                          | 0           |
| Ricardo Marques   | 18.06.1979 | BRA    | 3     | 11         | 0                                          | 1           |
| Julio Bascuñán    | 11.06.1978 | CHI    | 2     | 11         | 0                                          | 1           |
| Germán Delfino    | 04.05.1978 | ARG    | 2     | 5          | 0                                          | 1           |
| Henry Gambetta    | 23.02.1974 | PER    | 2     | 12         | 0                                          | 0           |
| Roberto García    | 24.10.1974 | MEX    | 2     | 8          | 0                                          | 1           |
| Diego Lara        | 25.01.1979 | ECU    | 2     | 9          | 0                                          | 2           |
| Imer Machado      | 26.03.1973 | COL    | 2     | 7          | 0                                          | 0           |
| Óscar Maldonado   | 13.04.1972 | BOL    | 2     | 10         | 1                                          | 0           |
| Raúl Orosco       | 25.03.1979 | BOL    | 2     | 9          | 0                                          | 0           |
| Patricio Polic    | 00.00.1972 | CHI    | 2     | 10         | 0                                          | 1           |
| Julio Quintana    | 00.00.1978 | PAR    | 2     | 10         | 0                                          | 0           |
| Mauro Vigliano    | 05.08.1975 | ARG    | 2     | 6          | 2                                          | 0           |
| Diego Ceballos    | 10.01.1978 | ARG    | 1     | 4          | 1                                          | 0           |
| Marlon Escalante  | 19.02.1974 | VEN    | 1     | 3          | 1                                          | 0           |
| Wilton Sampaio    | 25.12.1981 | BRA    | 1     | 7          | 0                                          | 0           |
| Darío Ubriaco     | 08.02.1972 | URU    | 1     | 6          | 0                                          | 0           |
| Adrián Vélez      | 00.00.1976 | COL    | 1     | 9          | 0                                          | 0           |
| Totaal            | Totaal     | Totaal | 138   | 635        | 27                                         | 26          |